# Romance, irane
Romance, irane (ロマンス、イラネ?, Romansu, irane, lett. "Non ho bisogno di storie d'amore") è il settimo singolo major (nono in assoluto) del gruppo di idol giapponesi AKB48, pubblicato dall'etichetta DefSTAR Records il 23 gennaio 2008. Il singolo è arrivato alla sesta posizione della classifica dei singoli più venduti della settimana Oricon.

## Tracce
CD singolo "Tipo A"
Testi di Yasushi Akimoto.
1. Romance, irane (ロマンス、イラネ) – 4:40 (musica: Rie)
2. Ai no mōfu (愛の毛布) – 5:01 (musica: Naruse Hideki)
3. Romance, irane (Original Mix, Instrumental) – 4:40 (musica: Rie)
4. Ai no mōfu (Instrumental) – 5:01 (musica: Naruse Hideki)

Durata totale: 19:22
CD singolo "Tipo B"
1. Romance, irane (ロマンス、イラネ) – 4:40 (musica: Rie)
2. Ai no mōfu (愛の毛布) – 5:01 (musica: Naruse Hideki)
3. Romance, irane (Himawari 2.0 Mix) – 4:40 (musica: Rie)
4. Romance, irane (Himawari 2.1 Mix) – 4:40 (musica: Rie)
5. Romance, irane (Original Mix, Instrumental) – 4:40 (musica: Rie)
6. Ai no mōfu (Instrumental) – 5:01 (musica: Naruse Hideki)

Durata totale: 28:42

## Formazione
All'incisione della title track hanno partecipato sedici membri facenti parte dei Team A, K e B:
Team A
- Atsuko Maeda (center)
- Tomomi Itano
- Haruna Kojima
- Minami Minegishi
- Mai Ōshima
- Mariko Shinoda
- Minami Takahashi
- Hana Tojima

Team K
- Sayaka Akimoto
- Tomomi Kasai
- Sae Miyazawa
- Erena Ono
- Yūko Ōshima

Team B
- Aya Kikuchi
- Mayu Watanabe

All'incisione del lato B hanno partecipato i seguenti membri:
- Sayaka Akimoto
- Tomomi Itano
- Tomomi Kasai
- Haruna Kojima
- Atsuko Maeda
- Minami Minegishi
- Sae Miyazawa

- Erena Ono
- Mai Ōshima
- Yūko Ōshima
- Yukari Satō
- Mariko Shinoda
- Hana Tojima
- Minami Takahashi

## Classifiche
| Classifica (2008) | Posizione più alta |
| ----------------- | ------------------ |
| Giappone          | 6                  |